# Хелбој (филм из 2004)
Хелбој (енгл. Hellboy) је амерички суперхеројски филм из 2004. године, режисера Гиљерма дел Тора, заснован на истоименом стрипу Дарк Хорс комикса, чији је аутор Мајк Мињола. У главној улози је Рон Перлман као Хелбој, а у осталим улогама су Селма Блер, Џефри Тамбор, Карел Роден, Руперт Еванс и Џон Херт. Радња филма прати демонског суперхероја познатог као Хелбој, који потајно ради на томе да заштити свет од паранормалних претњи заједно са својим тимом, Бироом за паранормална истраживања и одбрану. 
Филм је пуштен у америчке биоскопе 4. априла 2004. године, добио је позитивне критике и зарадио је преко 99 милиона долара, наспрам буџета од 66 милиона долара. Филм прати наставак Хелбој 2: Златна војска из 2008. и римејк из 2019. године.

## Радња
Последњих дана Другог светског рата, нацисти покушавају да употребе црну магију да би се спасили од неизбежног. Савезници нападају логор у коме се врши церемонија, али стижу тек након што је демон, Хелбој, ослобођен.
Рођен у пламену пакла и послат на Земљу као дете како би ширио зло, Хелбој доспева под заштиту доброћудног др Брутенхолма који га васпитава као хероја. Унутар тајног одељења за истраживање паранормалног и одбрану, Хелбој налази необичну породицу која се састоји од Абрахама Сапијена, који има телепатске способности и Лиз Шерман, жене која може да контролише ватру и у коју је Хелбој заљубљен. Скривени од друштва које штите, они су последња линија одбране против злог лудака који жели Хелбоја да привуче на мрачну страну и искористи своје моћи како би уништио људску врсту.

## Улоге
| Глумац                            | Улога                 |
| --------------------------------- | --------------------- |
| Рон Перлман                       | Хелбој                |
| Џон Херт                          | Тревор Брутенхолм     |
| Селма Блер                        | Лиз Шерман            |
| Руперт Еванс                      | Џон Мајерс            |
| Карел Роден                       | Григориј Распућин     |
| Џефри Тамбор                      | Том Манинг            |
| Даг Џоунс Дејвид Хајд Пирс (глас) | Абрахам „Ејб” Сапијен |
| Брајан Стил                       | Самаел                |
| Ладислав Беран                    | Карл Рупрехт Кренен   |
| Бриџет Ходсон                     | Илса Хаупштајн        |